# Copa Chile de Básquetbol 2012
La Copa Chile 2012 fue la segunda edición de la Copa Chile de Básquetbol. Fue disputada en un formato inédito, con solo 2 equipos enfrentándose a partido único: el campeón de la Libcentro y el de la Libsur. Se jugó el 22 de septiembre de 2012.
La disputaron los equipos de Boston College y AB Ancud, siendo campeón el cuadro de Las Águilas de Maipú por un claro 83-68, consiguiendo así su primer título de copa.

## Equipos participantes
| Equipo         | Entrenador       | Ciudad | Estadio                  | Capacidad | Vía de clasificación   |
| -------------- | ---------------- | ------ | ------------------------ | --------- | ---------------------- |
| Boston College | Patricio Miranda | Maipú  | Gimnasio Boston College  | 3.000     | Campeón Libcentro 2012 |
| AB Ancud       | Kurt Kruger      | Ancud  | Gimnasio Fiscal de Ancud | 3.500     | Campeón Libsur 2012    |

## Partidos
| 22 de septiembre | Boston College                        | 83–68                                 | AB Ancud                              |                                                                                         |  |
| 20:00            | Parciales: 19-17, 27-17, 19-24, 18-10 | Parciales: 19-17, 27-17, 19-24, 18-10 | Parciales: 19-17, 27-17, 19-24, 18-10 |                                                                                         |  |
|                  | Estadísticas Erik Carrasco, 22        | Pts                                   | Estadísticas Humberto Carrizo, 18     | Pabellón: Gimnasio Boston College, Maipú Asistencia: 1.500 espectadores Televisión: CDO |  |

## Campeón
| Chile                     |
| Boston College 1.º título |

## Goleadores
| Jugador           | Equipo         | Puntos |
| ----------------- | -------------- | ------ |
| Erik Carrasco     | Boston College | 22     |
| Humberto Carrizo  | AB Ancud       | 18     |
| Pedro Sandoval    | AB Ancud       | 17     |
| Sasha Frings      | Boston College | 14     |
| Eduardo Sepúlveda | Boston College | 13     |